# David Owen
David Anthony Llewellyn Owen, Baron Owen (Plympton (Devon), 2 juli 1938), ook bekend als Lord Owen, is een Britse politicus voor de Labour Party en de Social Democratic Party en arts. Internationaal werd hij bekend vanwege het 'Vance-Owen-plan' tijdens de Bosnische Burgeroorlog.
Owen was van 1977 tot 1979 minister voor Buitenlandse Zaken en Gemenebestzaken. In 1981 was Owen een van de “Gang of Four”, die de Labour Party verlieten om de Social Democratic Party (SDP) op te richten. Hij was het enige lid van de Gang of Four dat zich niet aansloot bij de Liberal Democrats, die werden opgericht toen de SDP fuseerde met de Liberal Party. Owen leidde de SDP van 1983 tot 1987 en de voortgezette SDP van 1988 tot 1990.
In 1992 werd hij in het Britse Hogerhuis benoemd tot life peer en zetelde hij in die kamer als een crossbencher, tot maart 2014.
In 1993 diende hij als vertegenwoordiger van de Europese Unie samen met de speciale afgezant van de Verenigde Naties Cyrus Vance het zogeheten Vance-Owen-plan in, als een oplossing voor de Bosnische Oorlog. Dit plan had echter geen succes. In 2003 getuigde hij voor het Joegoslaviëtribunaal in het proces tegen de voormalige Servische leider Slobodan Milošević.
- Bibsys: 9008675
- Bibliothèque nationale de France: cb119183197 (data)
- CiNii: DA01294348
- Gemeinsame Normdatei: 119037343
- International Standard Name Identifier: 0000 0001 1073 6415
- Library of Congress Control Number: n50049912
- Nationale Bibliotheek van Letland: 000110825
- Nationale Bibliotheek van Tsjechië: js20020812092
- Nationale bibliotheek van Australië: 35403884
- Nationale Bibliotheek van Israël: 987007277178905171
- Nationale Bibliotheek van Polen: a0000001056978
- Nationale en Universitaire bibliotheek Zagreb: 000206246
- Nederlandse Thesaurus van Auteursnamen: 068602979
- SNAC: w6z635rn
- Système universitaire de documentation: 027054799
- Virtual International Authority File: 84219666
- WorldCat: E39PBJqfD9VyCG8pHJCrQCvbVC